# Itza (volk)
De Itza's (Itza: Itzaj, Spaans: Itzá) zijn een Mayavolk woonachtig in het noorden van Guatemala.
De Itza zijn de afstammelingen van de belangrijkste Mayadynastie uit de postklassieke periode, en waren de heersers van onder andere Chichén Itzá en Edzná. In de 13e eeuw werden zij door rivaliserende Mayastaten verdreven en raakten hun macht kwijt. De Itzá trokken zich terug in het regenwoud rond het Meer van Petén Itzá in het huidige Petén departement van Guatemala. Hier wisten zij eeuwenlang indringers te weerstaan, Tayasal viel in 1697 als allerlaatste Mayastad in Spaanse handen.
Er zijn nu nog enkele duizenden Itza's verspreid over een aantal gemeenschappen ten noorden van het Meer van Petén. Hun taal is evenwel vrijwel uitgestorven, het wordt nog door hoogstens enkele tientallen beheerst. De meeste Itza's zijn overgestapt op Spaans of Q'eqchi'.
Achi · Acateken · Aguacateken · Chuj · Garifuna · Ch'orti' · Itza · Ixil · Jacalteken · K'iche' · Kaqchikel · Lacandón · Mam · Mopan · Poqomam · Poqomchi' · Q'anjob'al · Q'eqchi' · Sacapulteken · Sipakapense · Tectiteken · Tz'utujil · Uspanteken · Xinka